# 俄占尼古拉耶夫州

2022年8月3日俄罗斯对乌克兰的控制

俄占尼古拉耶夫州是從2022年2月26日俄羅斯入侵烏克蘭開始，至同年11月11日結束的軍事佔領。当时俄軍袭击了尼古拉耶夫市，最遠還達到沃兹涅先斯克，并开始占领尼古拉耶夫州部分地区。後來這兩座城市都因烏軍反攻被奪回。2022年11月11日，烏軍收復除金伯恩半島外的尼古拉耶夫州全境。

## 佔領

### 设立行政部门
俄罗斯军队占领了距离地区首府尼古拉耶夫约60公里（37英里）的斯尼胡里夫卡。俄罗斯继续占领与赫尔松州接壤的周边定居点以及斯維亞托斯拉夫象牙海岸国家公园的几个定居点。
4月下旬，俄军准备举行公投，将被占领的地区并入克里米亚共和国（2014年被俄羅斯吞併）并任命该地区的总督。据说俄罗斯护照和卢布将在9月1日之前发放，而这些护照和卢布已经在俄佔的赫尔松和扎波罗热裡发放。
2022年6月27日，乌克兰安全局声称拘留了一名在尼古拉耶夫州与俄罗斯军队合作的前尼古拉耶夫市议会议员。他提出了把尼古拉耶夫州从乌克兰分离出来，并建立一个“尼古拉耶夫人民共和國”作為親俄罗斯的傀儡國家（像頓涅茨克和盧甘斯克一樣）。据报道他泄露了有关烏克蘭軍隊的情報，希望在軍民政府中获得行政职位。他的计划是让這個分离國家存在直到俄烏战争结束，然后把它并入俄罗斯。据称，俄罗斯政府还向這位合作者承诺，如果能夠设法占领该地区，他将在這個分离國家的政府中担任行政职位，以作为奖励。
8月13日，许多俄罗斯的国有新闻机构发布消息称，在尼古拉耶夫州已经存在一个名为斯尼胡里夫卡區軍民行政機構或尼古拉耶夫州軍民行政機構的政府。

### 俄罗斯吞并
2022年8月8日，赫尔松州军民行政机构副局长叶卡捷琳娜·古巴列娃（Ekaterina Gubareva）宣布吞并尼古拉耶夫州的被占领土。她还声称，在一些被占领的城镇，俄罗斯的移动通信和电视广播已经开始運作。据她说，這种决定是为了在“已解放”的地区为人民提供社会支助。
2022年8月13日，塔斯社发表的一篇文章指，斯尼胡里夫卡區軍民行政機構首长尤里·巴尔巴绍夫（Yuriy Barbashov）声称将在斯尼胡里夫卡举行公民投票以加入俄罗斯。公投将跟俄占赫尔松州的公投共同進行。

## 烏克蘭反攻
2022年10月5日烏軍反攻兵臨斯尼胡里夫卡，俄軍陸續撤離斯尼胡里夫卡的居民。
2022年11月10日，乌军收复了斯尼胡里夫卡。
2022年11月11日，烏軍收復除金伯恩半島外尼古拉耶夫州。

## 俄占行政区划
国际社会大多数国家仍视俄占行政区划为乌克兰领土的一部分，参见俄罗斯联邦并吞克里米亚和2022年俄罗斯吞并乌克兰东南地区
- 克里米亚共和国
- 塞瓦斯托波尔
- 俄占卢甘斯克
- 俄占顿涅茨克
- 俄占扎波罗热
- 俄占赫尔松